# Jiří Rambousek
Jiří Rambousek (né le 6 décembre 1980 à Tábor en Tchécoslovaquie) est un joueur professionnel tchèque de hockey sur glace.

## Carrière de joueur à Gap

### Saison 2005-2006 - Ligue Magnus
- Rambousek termine meilleur compteur du club des Rapaces de Gap.
- Il a participé le 15 février 2006 au Match des étoiles, réunissant les meilleurs joueurs français et étrangers de la Ligue Magnus. Il est sélectionné pour remplacer le briançonnais Edo Terglav blessé. Il inscrit un but pour la sélection étrangère lors de cette soirée à la patinoire Pôle sud de Grenoble Le score final est de 12-7 pour la sélection étrangère.
- Le 4 octobre 2005, lors de la 6e journée de Ligue Magnus, il inscrit un quadruplé lors d'une victoire 5-0 contre Chamonix

Le club est rétrogradé en Division 1 après un ultime affrontement perdu en « play-Down » contre Chamonix, mais Rambousek, sollicité par de nombreux clubs, ne veut pas rester sur un échec. Il veut aider l'équipe à remonter au plus vite en Ligue Magnus et signe ainsi pour deux années supplémentaires avec les Rapaces.

### Saison 2006-2007 - Division 1
- Rambousek termine meilleur joueur (buteur et passeur) du championnat de France Division 1.
- Il est le seul cité à l'unanimité par tous les entraineurs du championnat D1 pour figurer dans l'équipe type :  Jérémy Valentin (Valence) ; Christian Gagnon (Neuilly-sur-Marne) - Karl Dewolf (Dunkerque) ; Jiri Rambousek (Gap) - Jan Timko (Courbevoie) - Dominic Perna (Tours)[1].
- Il reçoit le Rapace d'or de la saison 2006-2007.
- Lors du premier tour de la Coupe de la Ligue contre Montpellier, le 17 septembre 2006, il réalise un coup du chapeau lors d'une victoire 3 à 7. Il réalise deux fois de plus cette performance au cours de la saison (contre Annecy le 25 novembre 2006, score final 6-6 et contre Amnéville le 10 février 2007, score final 7-6). Les 18 novembre 2006 et 7 avril 2007, contre les équipes de Bordeaux et de Valence, il inscrit quatre buts pour des victoires 8-4 et 8-6 de son équipe en championnat.

À la fin de la saison, Tours est champion de France D1 et Gap termine deuxième, mais perd les Barrages d'accession à la Ligue Magnus contre Dijon.

### Saison 2007-2008 - Division 1
- Rambousek termine 2e meilleur buteur du championnat de France Division 1 en Saison Régulière avec 33 Buts marqués derrière le joueur Américain de Neuilly-sur-Marne Garett Larson, 38 Buts.
- Il est le seul joueur à figurer pour la deuxième année consécutive dans l'équipe type de la Division 1 (Vote des entraineurs du Championnat) : Mojmir Bozik (Avignon) ; Francis Ballet (Neuilly) - Petr Jaros (Garges) ; Jiri Rambousek (Gap) - Martin Gascon (Neuilly) - Garret Larson (Neuilly)[2].
- Il reçoit le Rapace d'or de la saison 2007-2008.
- Le 1er décembre 2007 à Gap, il inscrit quatre buts pour les Rapaces contre l'équipe de Garges pour une victoire 7-2 en championnat. Deux semaines plus tard et toujours à domicile, il réalise un coup du chapeau lors d'une victoire 8-3 contre Courbevoie.

Début 2008, Jiří Rambousek resigne pour trois saisons supplémentaires avec les Rapaces de Gap.
Il ne retrouvera pas la Ligue Magnus avec les Bleus la saison suivante, Gap arrive jusqu'en finale mais perd en mort subite face à Neuilly pour le titre de Champion de France Division 1.

### Saison 2008-2009 - Division 1
- Rambousek termine 3e meilleur buteur du championnat de France Division 1 en Saison Régulière avec 30 Buts marqués derrière les canadiens de Cergy Sebastien Gauthier (38 Buts) et d'Avignon Carl Lauzon (37 Buts).
- Pour la troisième fois consécutive, il fait partie de l'équipe type de la Division 1 (Vote des entraineurs du Championnat) : Sylvain Michaud (Cergy) ; Slavomir Vorobel (Caen) - Dave Grenier (Bordeaux) ; Carl Lauzon (Avignon) - Sébastien Gauthier (Cergy) - Jiri Rambousek (Gap)[3].
- Il reçoit le Rapace d'or de la saison 2008-2009.

La saison débute assez mal pour Rambousek. Le mardi 9 septembre à la patinoire Pôle Sud de Grenoble, pour le compte de la première journée de Coupe de la Ligue qui oppose les Gapençais aux Brûleurs de Loups, il est grièvement touché à la rate à la suite d'une mise en échec. Il restera hospitalisé une semaine au CHU de Grenoble avant de pouvoir rentrer chez lui à Gap. Sa rate est coupée sur 35mm et il doit observer une période de convalescence. Il ne reprend la compétition qu'un mois plus tard, le 11 octobre, pour le premier grand choc en championnat face aux Drakkars de Caen, le grand favori descendant tout droit de la Ligue Magnus...
- Le 29 novembre 2008 en championnat, il réalise un coup du chapeau à Bordeaux pour une victoire 5 à 1 des Rapaces. Le dernier tiers de ce match est marqué par la bagarre entre Jiří Rambousek et le joueur des Boxers Cyril Boubé. C'est la toute première expulsion de la glace pour Rambousek en championnat avec Gap. (n.b. : Il avait déjà été expulsé en match amical, le 1er septembre 2007 lors d'un derby Briançon-Gap, à la suite d'une altercation avec le joueur slovène des Diables Rouges, Jakob Milovanovič). Le 31 janvier 2009 à Gap, il inscrit un nouveau triplé pour une victoire 11-2 des Rapaces face à Valence.
- Comme la saison précédente face à Neuilly, Rambousek marque un nouveau doublé lors de la finale, cette fois-ci contre les Drakkars de Caen à Brown Ferrand. Il s'agit là de son 24e doublé en Championnat sous le maillot Gapençais, en quatre saisons, sans y compter les triplés et les quadruplés.

Après avoir battu Nice en quarts de finale, Avignon en demi-finale et Caen en finale, les Rapaces sont Champions de France Division 1 2009.
Rambousek et ses coéquipiers retrouveront donc la Ligue Magnus la saison suivante.

### Saison 2009-2010
Au cours de cette saison, Jiří Rambousek fini meilleur pointeur de l'équipe en championnat avec un total de 18 buts, 18 assistances (36 points) en 27 matchs. En Coupe de la Ligue, son bilan en première phase est de 7 buts, 7 passes (14 points) en 6 matchs. Ce fut d'ailleurs le meilleur pointeur du groupe D, groupe comprenant également les équipes de Briançon, Villard de Lans et Avignon. À l'issue de cette saison, l'attaquant tchèque s'engage de nouveau avec Gap pour une durée de 4 ans.

## Statistiques
| Saison    | Équipe               | Ligue        |                            | Saison régulière           | Saison régulière           | Saison régulière           | Saison régulière           | Saison régulière           |                            | Séries éliminatoires       | Séries éliminatoires       | Séries éliminatoires       | Séries éliminatoires | Séries éliminatoires |
| Saison    | Équipe               | Ligue        | PJ                         | B                          | A                          | Pts                        | Pun                        | PJ                         | B                          | A                          | Pts                        | Pun                        |                      |                      |
| 1999-2000 | HC Tábor             | 2. liga      | 8                          | 1                          | 0                          | 1                          | 0                          | 2                          | 0                          | 0                          | 0                          | 0                          |                      |                      |
| 2000-2001 | HC Tábor             | 2. liga      | 37                         | 8                          | 9                          | 17                         | 4                          | -                          | -                          | -                          | -                          | -                          |                      |                      |
| 2001-2002 | HC Tábor             | 2. liga      | 33                         | 9                          | 18                         | 27                         | 8                          | 4                          | 1                          | 3                          | 4                          | 2                          |                      |                      |
| 2002-2003 | HC Tábor             | 2. liga      | Statistiques indisponibles | Statistiques indisponibles | Statistiques indisponibles | Statistiques indisponibles | Statistiques indisponibles | Statistiques indisponibles | Statistiques indisponibles | Statistiques indisponibles | Statistiques indisponibles | Statistiques indisponibles |                      |                      |
| 2003-2004 | HC Tábor             | 2. liga      | 34                         | 14                         | 20                         | 34                         | 18                         | 3                          | 4                          | 3                          | 7                          | 0                          |                      |                      |
| 2004-2005 | HC Tábor             | 2. liga      | 34                         | 23                         | 20                         | 43                         | 16                         | 5                          | 4                          | 2                          | 6                          | 0                          |                      |                      |
| 2004-2005 | IHC Písek            | 1. liga      | 2                          | 0                          | 0                          | 0                          | 0                          | 4                          | 0                          | 0                          | 0                          | 0                          |                      |                      |
| 2005-2006 | Rapaces de Gap       | Ligue Magnus | 25                         | 11                         | 14                         | 25                         | 6                          | 5                          | 4                          | 2                          | 6                          | 0                          |                      |                      |
| 2006-2007 | Rapaces de Gap       | Division 1   | 28                         | 39                         | 39                         | 78                         | 8                          | 2                          | 0                          | 0                          | 0                          | 0                          |                      |                      |
| 2007-2008 | Rapaces de Gap       | Division 1   | 26                         | 33                         | 25                         | 58                         | 10                         | 4                          | 3                          | 6                          | 9                          | 0                          |                      |                      |
| 2008-2009 | Rapaces de Gap       | Division 1   | 23                         | 30                         | 22                         | 52                         | 22                         | 6                          | 4                          | 8                          | 12                         | 2                          |                      |                      |
| 2009-2010 | Rapaces de Gap       | Ligue Magnus | 25                         | 17                         | 18                         | 35                         | 12                         | 2                          | 1                          | 0                          | 1                          | 0                          |                      |                      |
| 2010-2011 | Rapaces de Gap       | Ligue Magnus | 26                         | 18                         | 17                         | 35                         | 14                         | 5                          | 3                          | 2                          | 5                          | 0                          |                      |                      |
| 2011-2012 | Rapaces de Gap       | Ligue Magnus | 25                         | 8                          | 11                         | 19                         | 8                          | 2                          | 0                          | 0                          | 0                          | 0                          |                      |                      |
| 2012-2013 | Rapaces de Gap       | Ligue Magnus | 25                         | 4                          | 8                          | 12                         | 8                          | 3                          | 0                          | 0                          | 0                          | 0                          |                      |                      |
| 2013-2014 | HC Vallorbe          | 2e Ligue     | 10                         | 15                         | 8                          | 23                         | 10                         | -                          | -                          | -                          | -                          | -                          |                      |                      |
| 2014-2015 | HC Vallorbe          | 2e Ligue     | 2                          | 0                          | 0                          | 0                          | 12                         | -                          | -                          | -                          | -                          | -                          |                      |                      |
| 2015-2016 | HC Vallorbe          | 3e Ligue     | 2                          | 4                          | 6                          | 10                         | 2                          | -                          | -                          | -                          | -                          | -                          |                      |                      |
| 2015-2016 | HC Yverdon-les-Bains | 2e Ligue     | 7                          | 7                          | 12                         | 19                         | 2                          | 7                          | 7                          | 10                         | 17                         | 2                          |                      |                      |
| 2016-2017 | HC Yverdon-les-Bains | 2e Ligue     | 12                         | 7                          | 16                         | 23                         | 0                          | 8                          | 17                         | 5                          | 22                         | 0                          |                      |                      |
| 2019-2020 | CP Fleurier          | 2e Ligue     | 7                          | 8                          | 7                          | 15                         | 0                          | 4                          | 2                          | 3                          | 5                          | 4                          |                      |                      |
| 2020-2021 | CP Fleurier          | 2e Ligue     | 4                          | 3                          | 9                          | 12                         | 0                          | -                          | -                          | -                          | -                          | -                          |                      |                      |
| 2021-2022 | CP Fleurier          | 2e Ligue     | 9                          | 4                          | 5                          | 9                          | 2                          | -                          | -                          | -                          | -                          | -                          |                      |                      |
| 2022-2023 | HC Vallorbe          | 3e Ligue     | 6                          | 11                         | 10                         | 21                         | 0                          | 2                          | 3                          | 3                          | 6                          | 4                          |                      |                      |
| 2023-2024 | HC Yverdon les Bains | 2e Ligue     | 19                         | 19                         | 26                         | 45                         | 12                         | 10                         | 6                          | 19                         | 25                         | 0                          |                      |                      |
| 2024-2025 | HC Yverdon les Bains | 2e Ligue     | 15                         | 11                         | 19                         | 30                         | 2                          | 10                         | 6                          | 9                          | 15                         | 2                          |                      |                      |